# Oedipina elongata
Oedipina elongata es una especie de salamandras en la familia Plethodontidae.
Habita en Belice, Guatemala y México.
Su hábitat natural son bosques húmedos tropicales o subtropicales a baja altitud.
Está amenazada de extinción debido a la destrucción de su hábitat.